# Miklos Konkoly-Thege
Miklós Konkoly-Thege (Budapest, 20 de enero de 1842 - Budapest, 17 de febrero de 1916) fue un astrónomo húngaro, considerado el fundador de la astronomía moderna en su país. Miembro de la nobleza, sus considerables recursos económicos le permitieron fundar un observatorio en la localidad eslovaca de Ógyalla (actualmente Hurbanovo).

## Semblanza

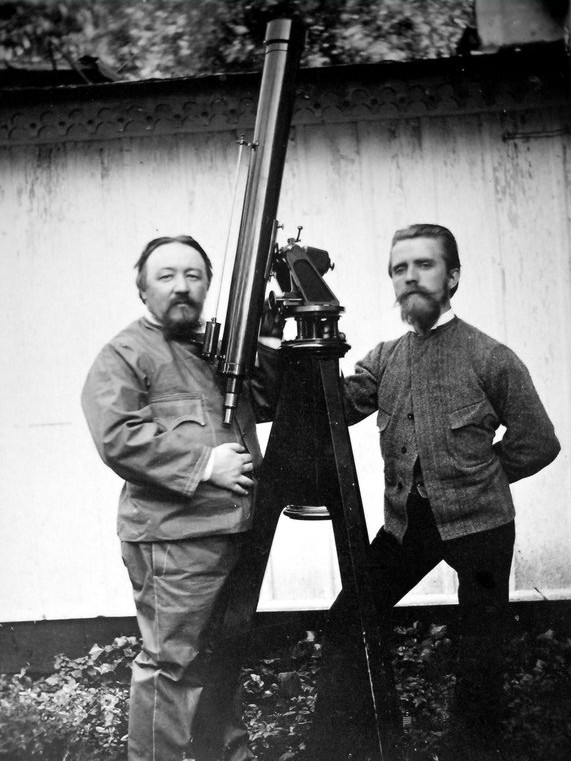
Konkoly-Thege y Hermann Kobold

Miklós Konkoly-Thege provenía de una familia de la nobleza terrateniente. Estudió física y astronomía en la Universidad de Budapest y en la Berlín. En 1863, después de terminar sus estudios, emprendió un viaje para conocer los principales observatorios públicos de Europa, visitando Greenwich, París, Heidelberg y Gotinga.
En 1870, viajó viajó de nuevo a través de Europa recorriendo observatorios, y además visitó en Alemania y el Reino Unido a los fabricantes de instrumentos astronómicos más importantes de la época, como Sigmund Merz en Múnich y T. Cooke & Sons, de York.
En 1871 instaló un pequeño telescopio en el balcón de su palacio en Ógyalla para realizar observaciones astronómicas. Pronto tuvo otros planes, como el establecimiento de una escuela de Astronomía en Hungría, un país donde en ese momento no había un solo observatorio.
En 1874, hizo construir un observatorio con dos cúpulas en el parque de su palacio. Equipado con instrumentos de vanguardia, los trabajos de investigación realizados desde el Observatorio Astrofísico en Ógyalla fueron publicados en numerosas revistas internacionales, lo que se tradujo en un intenso contacto con numerosas instituciones de investigación astronómica de otros países.
En los años siguientes publicó varios libros, y se hizo evidente que no podía financiar el Instituto únicamente con sus propios recursos. Después de años de negociaciones, el 16 de mayo de 1899 los problemas económicos le obligaron a ceder su observatorio al estado húngaro. La intervención del Ministerio de Cultura de Hungría permitió que el Instituto siguiera creciendo. Hasta su muerte en 1916, Miklós Konkoly-Thege se mantuvo como director del Instituto.

## Legado
- El asentamiento original del observatorio se encuentra en Eslovaquia. El Observatorio de la Academia de Ciencias de Hungría se llama ahora Observatorio Konkoly y se encuentra en Budapest.
- El asteroide (1445) Konkolya lleva este nombre en su memoria.